# Харьковские соглашения

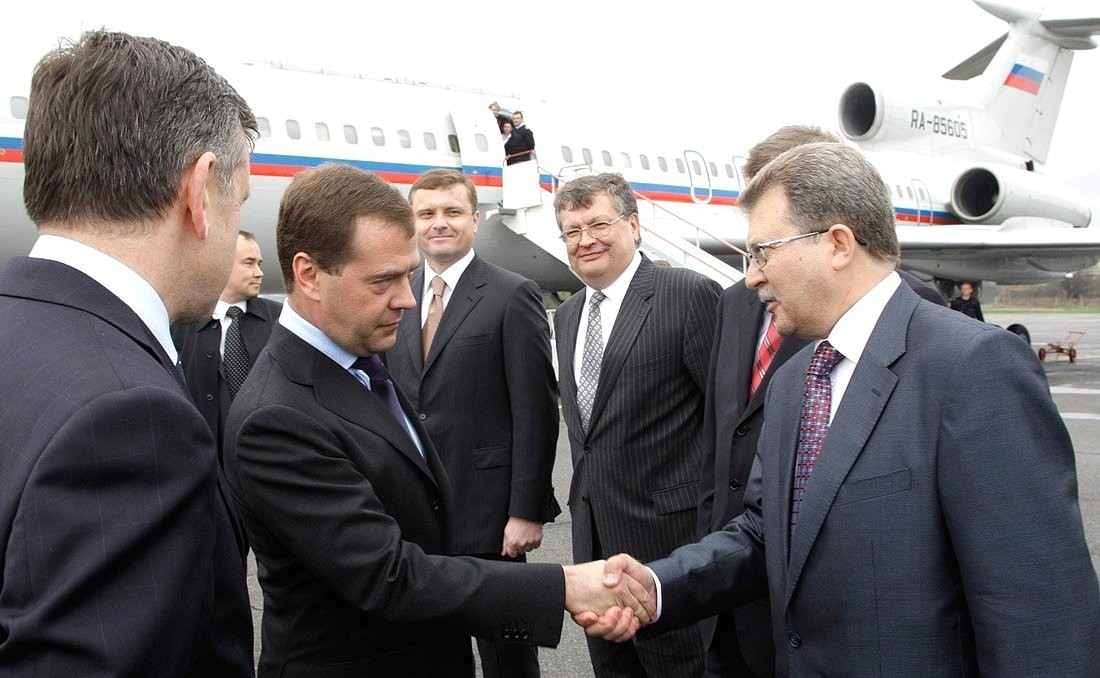
Дмитрий Медведев в Харьковском аэропорту

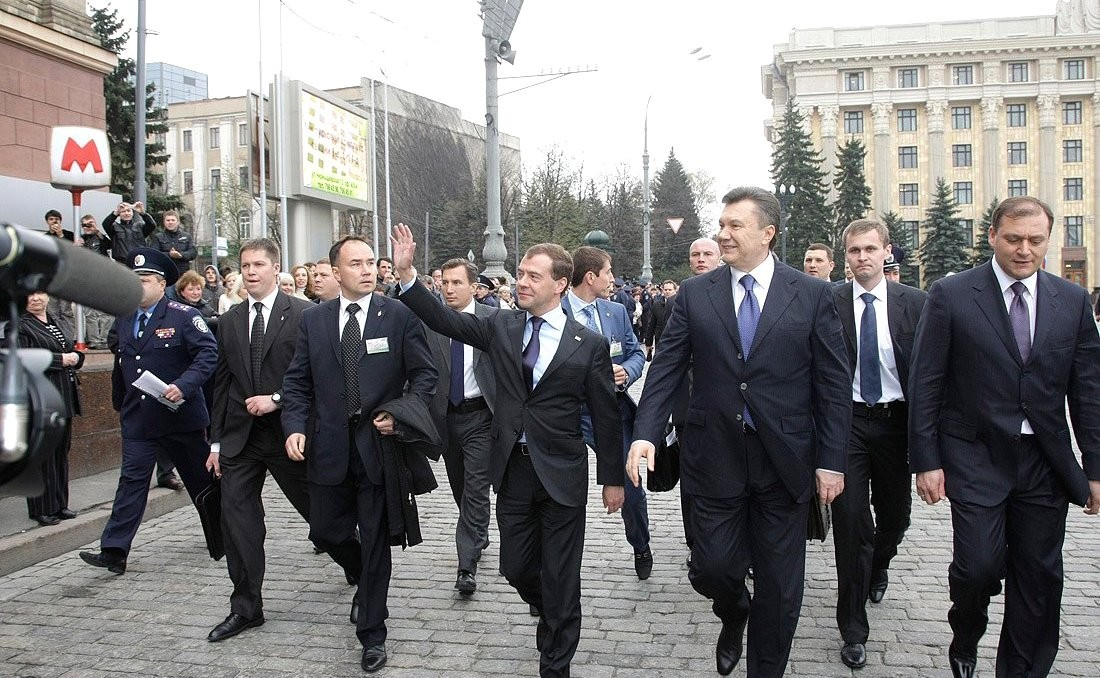
Президенты на площади Свободы

Ха́рьковские соглаше́ния (укр. Харківські угоди), официально Соглашение между Российской Федерацией и Украиной по вопросам пребывания Черноморского флота Российской Федерации на территории Украины, — российско-украинский договор, продливший конечный срок пребывания Черноморского флота России в Крыму с первоначально ожидавшегося 2017 года до 2042 года (с возможностью последующих автоматических пролонгаций каждые пять лет при отсутствии возражений сторон) в обмен на пересмотр цены на российский газ для Украины.
Подписанное 21 апреля 2010 года президентами России и Украины в Харькове, соглашение было ратифицировано парламентами 27 апреля 2010 года и вызвало много споров на Украине. После российской аннексии Крыма в 2014 году Россия прекратила действие всех соглашений о базировании флота на Украине, включая и договор 2010 года, однако Украина, не признавшая аннексию, не признала и российскую денонсацию договоров по флоту.

## Статьи Харьковских соглашений
21 апреля 2010 года между Виктором Януковичем и Дмитрием Медведевым прошли важные переговоры по широкому кругу вопросов украинско-российских отношений, в том числе о политическом взаимодействии, об экономике, о гуманитарных вопросах. Особое внимание уделили встрече с главами приграничных регионов Украины и России, межрегиональному сотрудничеству стран. Главными итогами стали договорённости по вопросам пребывания Черноморского флота на территории Украины и снижение цены на российский газ для Украины на 30 %, но не более чем на $100 за тысячу кубометров.
Из газового контракта 2009 года изымается пункт 6.6, который предполагал штрафные санкции для Украины, если она приобретала газа на 6 % меньше месячного объёма поставок.
С 28 мая 2017 года пролонгируется на 25 лет действие соглашения между Украиной и РФ о статусе и условиях пребывания Черноморского флота Российской Федерации на территории Украины, соглашения между Украиной и Российской Федерацией о параметрах деления Черноморского флота и соглашения между правительством Украины и правительством Российской Федерации о взаимных расчетах, связанных с делением Черноморского флота и пребыванием Черноморского флота Российской Федерации на территории Украины от 28 мая 1997 г. со следующим автоматическим продлением на следующие пятилетние периоды, если ни одна из сторон не проинформирует в письменном виде другую сторону о прекращении их действия не позднее, чем за один год до завершения срока действия.
Соглашение также предусматривает увеличение арендной платы за пребывание ЧФ РФ на территории Украины, которая начиная с 28 мая 2017 года будет состоять из платежей России в размере 100 млн дол. на год и дополнительных средств, которые получаются за счёт снижения с даты вступления в силу соглашения цены на природный газ, который поставляется российской стороной на Украину.

## Ратификация соглашений

Федеральный закон 67-ФЗ от 29 апреля 2010 года

Соглашения были ратифицированы парламентами обеих стран 27 апреля 2010 года.

### В России
Федеральный закон «О ратификации Соглашения между Российской Федерацией и Украиной по вопросам пребывания Черноморского флота Российской Федерации на территории Украины» был принят Государственной Думой 27 апреля 2010 года и одобрен Советом Федерации 28 апреля 2010 года. За ратификацию проголосовало 410 депутатов Государственной Думы. Воздержалась от поддержки фракция ЛДПР.

### На Украине

#### Мероприятия по недопущению ратификации
22 апреля оппозиционная фракция «Блок Юлии Тимошенко» в Верховной Раде собрала 153 подписи народных депутатов для проведения 24 апреля внеочередного заседания парламента для обсуждения Соглашения и создания временной следственной комиссии, которая дала бы оценку действиям президента Януковича. Однако, спикер Владимир Литвин отказался созвать пленарное заседание, мотивируя это тем, что 

обеспечить организацию, подготовку и проведение 24 апреля внеочередного пленарного заседания парламента в соответствии с требованиями Регламента Верховной Рады Украины невозможно.Оригинальный текст (укр.)Забезпечити організацію, підготовку і проведення 24 квітня позачергового пленарного засідання парламенту відповідно до вимог Регламенту Верховної Ради України є неможливим.
Поэтому оппозиция во главе с Юлией Тимошенко провела митинг под стенами парламента. Акции протеста прошли также в Ужгороде и во Львове.

#### События 27 апреля
27 апреля непосредственно перед входом в Верховную Раду находилось около 2 тысяч сторонников Партии регионов, а также были установлены палатки. На улице Грушевского и других, прилегающих к зданию парламента, расположились сторонники оппозиции. Территории, где проходили митинги, охраняли представители спецподразделения «Беркут» и Внутренних войск МВД. По подсчётам милиции под стенами парламента находилось около 7 тыс. митингующих, по подсчетам оппозиции — 30 тыс.
Принятие закона сопровождалось протестами депутатов оппозиционных партий. В сессионном зале завязалась массовая драка между сторонниками и противниками ратификации. Спикера Верховной Рады Владимира Литвина закидали куриными яйцами, после чего парламентская охрана прикрыла его зонтиками, не поднимая их до окончания заседания. Свои места народные депутаты БЮТ и НУ-НС накрыли национальными флагами, а отверстия для голосования карточками депутатов от НУ-НС оказались залеплены неизвестным веществом. Позже сессионный зал заволокло дымом: скорее всего, кто-то из присутствующих бросил дымовую шашку.
Несмотря на протесты и беспорядки, Верховной Радой был принят Закон «О ратификации Соглашения между Украиной и Российской Федерацией по вопросам размещения Черноморского флота Российской Федерации на территории Украины», после чего оппозиция покинула зал заседаний. «За» проголосовали 236 депутатов при необходимых 226 голосах:
- 160 депутатов от Партии регионов (общее количество членов фракции — 161);
- 27 депутатов от Коммунистической партии Украины (весь состав);
- 20 депутатов от фракции блока Литвина (весь состав);
- 13 внефракционных депутатов (общее количество внефракционных — 16);
- 9 депутатов от фракции блока Юлии Тимошенко (общее количество членов фракции — 154);
- 7 депутатов от фракции «Наша Украина — Народная самооборона» (общее количество членов фракции — 72).

Между тем на улице Грушевского милицейский кордон не пускал сторонников оппозиции к зданию парламента, в результате чего между митингующими и милиционерами произошла драка.
В Севастополе 27 апреля состоялся митинг в поддержку ратификации Соглашения, на котором собралось около 100 сторонников партии «Русский блок».
По заявлению Литвина материальный ущерб, нанесённый оборудованию сессионного зала составляет не менее 100 тысяч гривен (около 12,5 тысяч долларов США). Президент России Дмитрий Медведев охарактеризовал события в украинском парламенте, как «концерт с применением спецсредств и всего остального».

## Оценки

### Россия
В целом в России восприняли подписание соглашения очень позитивно. Так, руководитель администрации президента России Сергей Нарышкин назвал Харьковские соглашения «историческими». Однако, в свою очередь, лидер ЛДПР Владимир Жириновский раскритиковал соглашения и заявил, что они невыгодны для России, а Верховная Рада может в любой момент их аннулировать, а премьер-министр России Владимир Путин счёл запредельной цену за аренду российской базы в Севастополе и с иронией заявил украинским журналистам: «Я бы за эти деньги съел бы вашего президента».

### Украина
Реакция на Украине была более неоднозначной: подписание соглашения приветствовали представители Партии регионов и Коммунистической партии Украины, традиционно пользующиеся популярностью у русскоязычного населения Украины; в то время как сторонники евроинтеграции расценили подобный договор как попытку вмешательства России во внутренние дела Украины. Противниками соглашений употреблялся дисфемизм «Пакт Януковича-Медведева» (по аналогии с «Пактом Молотова — Риббентропа»)

#### Поддержка соглашения
Премьер-министр Украины Николай Азаров заявил: 

Ратифицировав соглашение о продлении сроков пребывания Черноморского флота в Севастополе, наш парламент осуществил историческое решение. Закончилась пятилетка бессмысленной вражды с Россией… По соглашению Тимошенко, украинская экономика имела единственную перспективу — банкротство.
Народный депутат Украины Леонид Грач (фракция КПУ) посчитал, что подписание соглашений — это «огромнейшей важности шаг на пути урегулирования межгосударственных отношений Украины и России, на пути мира и дружбы, создания единой военной доктрины и, естественно, оборонного союза. Это решение, которого ждали несколько десятилетий граждане Украины и которым следует гордиться».
Председатель Севастопольской Городской Государственной Администрации Валерий Саратов сказал, что договоренности принесут «серьёзную политическую стабильность на ближайшие 32 года, которая позволит строить стратегические отношения между Украиной и Россией в Севастополе»:

Данное соглашение — это победа здравого смысла. Разделить наши страны в Севастополе, где настолько тесно объединена духовная жизнь Украины и России, невозможно, поэтому я считаю, что это решение будет позитивно воспринято абсолютным большинством севастопольцев.
Бывший президент Украины Леонид Кучма высказал мнение, что «пролонгация пребывания флота в Севастополе будет способствовать гармонизации двусторонних контактов, возвращению отношений с РФ к реальному стратегическому партнерству».
Петр Порошенко настаивал в 2010 году, что свои интересы защитили обе страны (а не только Россия): «Украина нашла формулу, по которой было возможно резкое изменение цены на газ», а Россия, путём продления базирования ЧФ, смогла «продать» эти «огромные экономические потери» своим избирателям не создавая при этом прецедента для других стран.

#### Критика соглашения
Народный депутат Украины Арсений Яценюк (фракция НУ-НС) заявил, что Харьковские соглашения — это «восстановление рыночных отношений между Украиной и Россией», а также выразил мнение, что скидки на газ фиктивны: 

Если сейчас идет речь о якобы скидке на газ, то я хочу очень жёстко опровергнуть эту ложь. Это не скидка на газ. Это реальная рыночная цена… Европа покупает газ от 170 до 220 долларов за тысячу кубометров.
Лидер оппозиции Украины Юлия Тимошенко посчитала подписанный договор затрагивающим национальные интересы Украины: 

Нас лишили части территории страны… Президент России поручил разработать Генеральный план развития Севастополя и Крыма и воплотить его в жизнь. Крымом уже начало управлять другое государство. Может дойти до того, что украинцам придется оформлять визы, отправляясь на отдых в Крым. Предложение Путина создать совместные предприятия — это полное поглощение Россией энергетического, транспортного и промышленного потенциала Украины. Как Вы думаете, кто будет руководить всеми корпорациями? Точно не Украина! Мы исчезаем, растворяемся в безграничном российском пространстве, нашу страну убивают как независимое государство. Этот план должен был быть воплощен ещё в 2004 году. Новая власть осуществляет его сегодня.
Бывший президент Украины Виктор Ющенко заявил, что не понимает причин для подписания подобного соглашения: 

Взамен на дешёвый газ, который экономически дискредитирует страну, который отбрасывает нас от конкурентных возможностей, который оставляет неконкурентную экономику в том забвении, в котором она находится, — на вторую чашу весов ставят самое святое для каждой нации — суверенитет и независимость. Мне такой обмен не понятен… Соломой нужно топить, но быть независимыми. Понимать, что это святое.
В то же время премьер-министр России Владимир Путин удивился реакции некоторых политических сил на соглашение о продлении сроков пребывания ЧФ в Крыму и заявил, что экс-премьер-министр Украины Юлия Тимошенко не возражала против такого решения:

В предыдущие годы — да вот совсем недавно — мы с прежним правительством Украины, в том числе и с Юлией Владимировной, обсуждали вопрос о возможном продлении пребывания российского флота в Крыму. Никто не возражал… Речь шла только об одном — цена вопроса.
2 марта 2014 года бывшие президенты Украины Леонид Кравчук, Леонид Кучма и Виктор Ющенко сделали совместное заявление, в котором просили власти Украины разорвать Харьковские соглашения.

## Денонсация
После аннексии Крыма Россия прекратила действие соглашений о базировании (соглашения 1997 года и Харьковские соглашения), сочтя, что произошло «коренное изменение обстоятельств», в которых соглашения заключались — с точки зрения России, к ней перешёл суверенитет над Крымом, что прекратило правоотношения аренды объектов Черноморского флота. Россией также высказывались намерения пересмотреть соглашения по газу и требовать с Украины судебного возмещения упущенной выгоды в размере 11 млрд долларов. Процедура расторжения соглашений Россией была завершена 2 апреля 2014 года, с подписанием соответствующего закона.
Украинские власти, продолжившие считать Крым частью территории Украины, выступают против денонсации соглашений по флоту, но рассматривают их лишь в качестве «доказательной базой для подтверждения прав Украины в судах, в том числе и прав на компенсацию убытков со стороны Российской Федерации», тогда как формальная возможность базирования флота на основе этих соглашений исключена конституционными поправками 2019 года, а в отношении Виктора Януковича в 2021 году было выдвинуто обвинение в государственной измене при заключении Харьковских соглашений; также было заявлено о возможности выдвижения этого обвинения и в отношении поддержавших соглашение депутатов.